# Herges-Vogtei

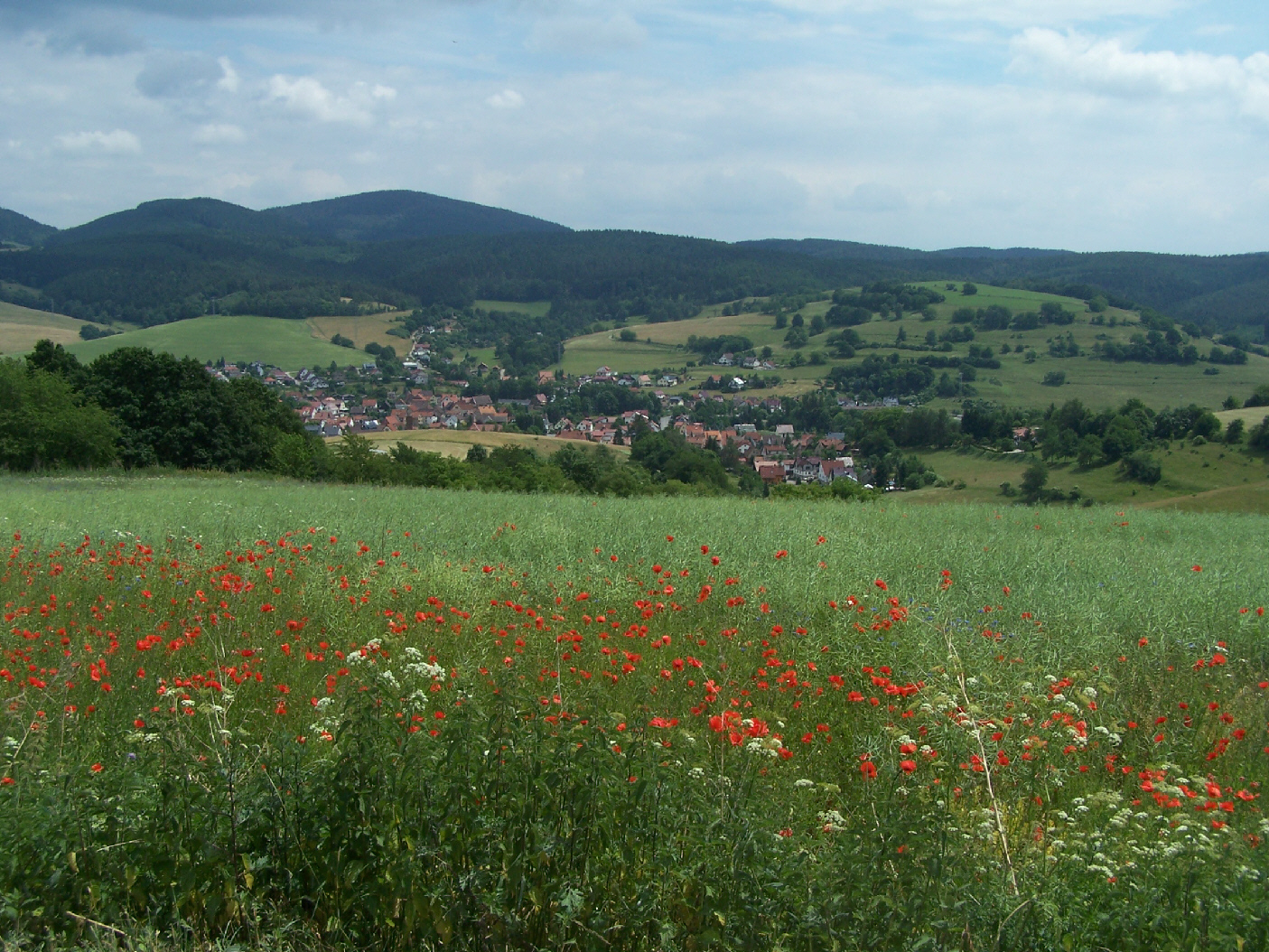
Blick in das dicht besiedelte Trusetal mit Herges-Vogtei und Auwallenburg

Herges-Vogtei ist ein Bestandteil des Ortsteiles Trusetal der Gemeinde Brotterode-Trusetal im Landkreis Schmalkalden-Meiningen in Thüringen.
Der Ortsteil Herges wurde als „Herigest“ am 17. Februar 1185 erstmals urkundlich erwähnt.
Der Ursprung dieses Ortsteils lag im Wiesengrund Alt-Herges, durch den die Truse (Drusandra = die Brausende) ursprünglich floss. Im Ergebnis der Bergbautätigkeit war unterhalb eine Schmelzhütte errichtet worden. Sie erhielt den Beinamen „Vogtei“ und wurde von einem Hüttenmeister Hünenvogt im Auftrag des Klosters Herrenbreitungen verwaltete. In dieser Hütte wurde das Eisenerz der Gruben Mommel und Klinge verhüttet. Beim Bau von Wassergräben für den Bergbau wurde auch das Bachbett der Truse verlegt. Durch einen Damm wurde der Fluss aufgestaut und als Wasserreservoir genutzt. Zugleich herrschte nun Wassermangel im Dorf Herges. Die Bewohner mussten den Ort aufgegeben und übersiedelten nach der Vogtei, dann Herges-Vogtei genannt – heute Herges-Auwallenburg.
Ende des 16. Jahrhunderts fand der Kupferbergbau um Herges-Vogtei und Auwallenburg seinen Ursprung. Bis 1713 war die Kupfer- und Saigerhütte in Betrieb, auch die Eisenhämmer in Herges-Vogtei hatten mit der jährlichen Verarbeitung von bis zu 1310 t Eisenerz das überwiegend von den bis zu 40 Bergleuten der Grube Mommel und kleineren Schächten angeliefert wurde, gut zu tun.
1874 standen im Tal noch 7 Eisenerz-, 12 Spat- und 3 Alabastergipsgruben sowie 4 Spatmühlen. Mit dem Bevölkerungswachstum wurde die Nachfrage nach Arbeit größer, Unternehmer aus Schmalkalden gründeten 1871 die ersten Metallwarenfabriken im Ort, aus den Bergarbeiterorten wurden rasch Industriegemeinden.
Die Gemeinde Trusetal wurde am 1. Juli 1950 durch Zusammenschluss der Orte Herges-Auwallenburg, Trusen, Elmenthal und Laudenbach gegründet. 1994 kam noch der Ort Wahles dazu. 2011 schlossen sich Brotterode und Trusetal zusammen.